# Robert von der Goltz (diplomate)
Pour les articles homonymes, voir Goltz.
Robert Heinrich Ludwig comte von der Goltz (né le 6 juin 1817 à Paris et mort le 24 juin 1869 à Charlottenbourg) est un diplomate et homme politique prussien.

## Biographie
Robert von der Goltz est le fils du lieutenant général prussien et envoyé à Paris Heinrich von der Goltz et de sa femme Julie née. Baronne von Seckendorff. Après la mort de son père, il grandit sous la tutelle de l'Obermarschall von Maltzahn.
Après avoir suivi l'enseignement de professeurs privés à Berlin, Goltz obtint son diplôme de fin d'études secondaires au lycée Frédéric de Breslau. Il étudie le droit à l'Université rhénane Frédéric-Guillaume de Bonn et à l'Université de Breslau. Il devient membre du Corps Borussia Bonn (1835) et du Corps Borussia Breslau (de) (1839). Au début du mois d'août 1837, il réussit le premier examen juridique au tribunal supérieur de Berlin. Après avoir obtenu son diplôme, il voyage beaucoup.
Au sein de l'administration intérieure prussienne, il participe activement à la Révolution de 1848/49. Il se rallie également au parti libéral modéré pendant la période de réaction. En 1852, il est élu à la Chambre des représentants de Prusse pour la 3e circonscription de Düsseldorf. En 1854, il démissionne de son mandat afin de pouvoir se rendre à Athènes comme résident ministériel. Il devient ambassadeur à la cour de la Couronne de Grèce (1857) et à la cour des Ottomans (1859) à Constantinople.
En 1862, il succède à Otto von Bismarck à Saint-Pétersbourg, en 1863 à Paris, où il est ambassadeur de Prusse jusqu'à sa mort, puis à partir de janvier 1868 auprès de la Confédération de l'Allemagne du Nord. Il est très apprécié à la cour de Napoléon III, et l'attitude favorable à la Prusse de ce dernier est certainement aussi à mettre au crédit de Goltz. Il meurt à 52 ans à Charlottenbourg, après avoir subi une opération du cancer de la langue à Paris. Il est enterré dans le mausolée de la famille au cimetière Louise II (de).